# Фатана Наджиб
Фатана Наджиб (9 серпня 1953 , Баглан )(англ. Fatana Najib) — афганська лінгвістка і колишня перша леді Афганістану (з 30 вересня 1987 року по 16 квітня 1992 року). Дружина генерального секретаря НДПА та президента Афганістану Мухаммеда Наджибулли, якого вбили таліби у 1996 році. Під час перебування на посаді першої леді Наджиб надавала підтримку сім'ям військовослужбовців Збройних сил Афганістану, відвідуючи сім'ї поранених солдатів.

## Біографія
Наджиб познайомилася з майбутнім лідером Афганістану, коли була ученицею восьмого класу, а він — її репетитором з природничих наук. Пара одружилася 1 вересня 1974 року і мала трьох дочок. Пізніше Наджиб стала директором російськомовної школи миру в Кабулі.
Наджиб і її три дочки (Хіла, 1977 р.н., Онай, 1978 та Моска, 1984) втекли з Афганістану в 1992 році, емігрувавши до Індії. Відтоді вона проживає в Індії, а дві її дочки навчалися та працювали за кордоном. Хіла працювала і жила в Таїланді, а зараз мешкає у Швейцарії, де закінчила коледж Франкліна і навчається на докторантурі з релігієзнавства в Університеті Цюріха. Моска також отримала освіту в Швейцарії, живе і працює в Сінгапурі.